# Mihiro
Mihiro Taniguchi (Niigata, 19 de maio de 1982), mais conhecida pelo seu nome artístico Mihito, é uma modelo erótica, atriz e dançarina japonesa.

## Biografia
Ela começou uma carreira como modelo softcore nua já em maio de 2001, quando seu vídeo Dream (どりーむ) foi lançado, seguido pela publicação do livro de fotos de nome semelhante Dream.

## Fimografia

### Cinema
- Ori Nyosho Reika Shukan (檻 Prison Girl?) (Novembro 2006)
- 8000 Miles (ＳＲ　サイタマノラッパー SR: Saitama no rappā?) (Março 2009)
- Ju-on: White Ghost / Black Ghost (Junho 2009)
- Samurai Princess: Devil Princess (Julho 2009)
- Running on Empty (ランニング・オン・エンプティ Ranningu on enputi?) (Fevereiro 2010)
- nude (Setembro 2010)
- Goddotan kiss patience Championship - The Movie (Junho 2013)

### Vídeos como Gravure Idol
- Dream (どりーむ) (Maio 2002)
- Naked (裸体) (Abril 2004)
- NIM Product X (NIM 的製品×) (Dezmbro 2004)
- Mihiro (みひろ) (Dezembro 2004)
- 3165 Mihiro GO! (3165 みひろGO！) (Março 2005)

### Filmes Direto-para-DVD
- The Train Rape Access 6 (ザ・痴漢ネット　ＡＣＣＥＳＳ　６) (Abril 2003)
- Teacher Machi : Let's Seaside School (マチコ先生 Let's 臨海学校) (Setembro 2003)
- Heisei Sekuhara Bushidou (平成セクハラ武士道) (Janeiro 2004)
- Chakuero no onna Karina (着エロの女 ＫＡＲＩＮＡ) (Novembro 2004)
- Swaying in the Train (揺れる電車の中で) (Setembro 2005)
- The Inner Palace: Indecent War (大奥　淫の乱　花びら燃ゆ) (Julho 2006)
- The Inner Palace: Flower of War (大奥 蕾の乱 明日への契り) (Agosto 2006)
- Yo-Yo Sexy Girl Cop (スケパン刑事　バージンネーム＝諸見栄サキ / Sukepan deka: Bājin nēmu = Moromie Saki) (Novembro 2006)
- Swimsuit Spy - SPY GIRLS (水着スパイ　～SPY GIRLS～ / SMizugi Supai - SPY GIRLS) (Março 2007)
- Cruel Restaurant (残酷食堂 / Zankoku hanten) (Janeiro 2008)

### Photobooks
- Dream (夢 Yume) (2002)
- Mihiro - Mx6 (みひろ写真集　M×6) (2004)
- マイウェイ出版 [Diva] (2004)

### Livros
- nude (小説) (2009) - série semi-autobiográfica, publicada em um volume, adaptada em 2009 para radionovela (nude 〜Hiromi ga mi Hiro ni natta riyū (wake)〜 / nude 〜ひろみがみひろになった理由（わけ）〜) e em 2010 para 2 volumes de mangá (nude 〜AV joyū mi Hiro tanjō monogatari〜 / nude 〜AV女優みひろ誕生物語〜) e um filme live action (nude / ヌード).

## Videogames
- Ryu Ga Gotoku (Yakuza) - dando voz a Mai, um personagem em um sub-cenário especial, Dezembro 2005.